# Giovanni Cosimo Villifranchi
Giovanni Cosimo Villifranchi o Villafranchi (Volterra, 1646 – Firenze, 1699) è stato un librettista italiano.
Fu medico della corte fiorentina e letterato. Come librettista scrisse il suo primo dramma per musica Amore e politica nel 1677, che però rimase manoscritto. Nel 1679 pubblicò il libretto Amore è veleno e medicina degli intelletti ovvero Trespolo tutore, tratto dalla commedia Il Trespolo tutore di Giovanni Battista Ricciardi, e posto in musica da Bernardo Pasquini (Roma, 1677) e Alessandro Stradella (Genova, 1679).
Villifranchi fu per molti anni al servizio come medico personale del principe Ferdinando de' Medici, per il quale scrisse i libretti di diverse opere rappresentate,  tra il 1683 e il 1695, nella villa medicea di Pratolino. Questi libretti, in seguito, furono ripresi e messi in musica da vari compositori.
L'importanza di Villifranchi come autore di commedie per musica venne sottovalutata a causa dell'insufficienza di notizie sulla sua attività; tuttavia fu uno dei più produttivi e creativi librettisti toscani di opere comiche nella seconda metà del XVII secolo. Fu il primo ad utilizzare nel 1695 il termine "dramma giocoso" in prefazione al libretto del suo dramma L'ipocondriaco.

## Libretti
- Il Trespolo tutore balordo (musica di Bernardo Pasquini, 1677; musica di Alessandro Stradella con il titolo Amore è veleno e medicina degl'intelletti, 1679)
- Lo speziale di villa (musica di Giovanni Maria Pagliardi; Pratolino, 1683)
- Il finto chimico (musica di Giovanni Maria Pagliardi, Pratolino, 1686)
- La serva favorita (musica di Giovanni Maria Pagliardi, Pratolino, 1689; musica di Francesco Mancini, 1705; musica di Giovanni Chinzer, 1727)
- Il Trespolo oste (Pratolino, 1692)
- L'ipocondriaco (musica di Giuseppe Maria Buini, Pratolino, 1695; Bologna, Teatro Formagliari, 1718)

## Opere drammatiche
- L' Armanda overo le stravaganze del caso, opera scenica (Bologna, 1690 ca.)
- Astrea, favola pastorale (ed. mod. Volterra, 1884)